# رادنی پتیسون
رادنی پتیسون (انگلیسی: Rodney Pattisson؛ زادهٔ ۵ اوت ۱۹۴۳) قایقران قایق بادبانی اهل بریتانیا است.
وی در مسابقات کشوری و بین‌المللی در مجموع برندهٔ ۵ مدال طلا، ۱ مدال نقره شده‌است.